# Гаріунай
«Гаріунай» (лит. Futbolo klubas „Gariūnai“ Vilniaus) — професіональний литовський футбольний клуб з міста Вільнюс.

## Історія
Футбольний клуб «Гаріунай» було засновано 2002 року в місті Вільнюс, з моменту свого заснування він представляв ринок «Гаріунай» з литовської столиці. протягом своєї історії декілька разів ставав переможцем Другої ліги в своїй зоні. З 2016 року — фарм-клуб вільнюського «Вітіса».

## Досягнення
- Кубок Литви
  - 1/16 фіналу (1): 2007/08

- Друга ліга чемпіонату Литви (зона «Схід»)
  -  Чемпіон (1): 2013/14
  -  Срібний призер (3): 2004, 2012/13, 2016

- Третя ліга чемпіонату Литви
  -  Чемпіон (1): 2007/08 (зона «Вільнюс А»), 2009/10 (зона «Вільнюс А»), 2010/11 (зона «Вільнюс»)
  -  Срібний призер (2): 2006 (зона «Вільнюс А»), 2008/09 (зона «Вільнюс А»)

## Відомі гравці
- Аудрюс Вейкутіс